# Ceradenia jungermannioides
Ceradenia jungermannioides är en stensöteväxtart som först beskrevs av Kl., och fick sitt nu gällande namn av Luther Earl Bishop. Ceradenia jungermannioides ingår i släktet Ceradenia och familjen Polypodiaceae. Inga underarter finns listade.